# Tenebrioninae
A Tenebrioninae a bogarak (Coleoptera) rendjébe és a gyászbogárfélék (Tenebrionidae) családjába tartozó alcsalád.

## Rendszerezés
Az alcsaládba a alábbi nemzetségek tartoznak (kiemelve néhány nemet):
Alphitobiini (Reitter, 1917)
Amarygmini (Gistel, 1856)
Apocryphini (Lacordaire, 1859)
Blaptini (Leach, 1815)
Blaps (Fabricius, 1775)
Gnaptor (Brullé, 1832)
Bolitophagini (Kirby, 1837)
Centronopini (Doyen, 1989)
Dendarini (Seidlitz, 1889)
Eutelini (Lacordaire, 1859)
Gonopini
Heleini (Fleming, 1821)
Helopini
Leichenini
Melambiini (Mulsant & Rey, 1854)
Melanimini (Seidlitz, 1894)
Opatrini (Brullé, 1832)
Pachypterini
Palorini (Matthews, 2003)
Pedinini (Eschscholtz, 1829)
Platynotini (Koch, 1953)
Platyscelidini (Lacordaire, 1859)
Scaphidemini (Reitter, 1922)
Scaurini (Billberg, 1820)
Scotobiini (Lacordaire, 1859)
Stizopini (Lacordaire, 1859)
Tenebrionini (Latreille, 1802)
Titaenini (Fauvel, 1905)
Toxicini (Lacordaire, 1859)
Triboliini (Mulsant, 1854)
Ulomini (Blanchard, 1845)

## Ismertebb fajok
- Közönséges lisztbogár (Tenebrio molitor) (Linnaeus, 1758)
- Kukorica-kislisztbogár (Tribolium castaneum) (Herbst, 1797)
- Halottbűzű bogár (Blaps mortisaga) (Linnaeus, 1758)
- Közönséges bűzbogár (Blaps lethifera) (Marsham, 1802)
- Pohos gyászbogár (Gnaptor spinimanus) (Pallas, 1781)

## Képek

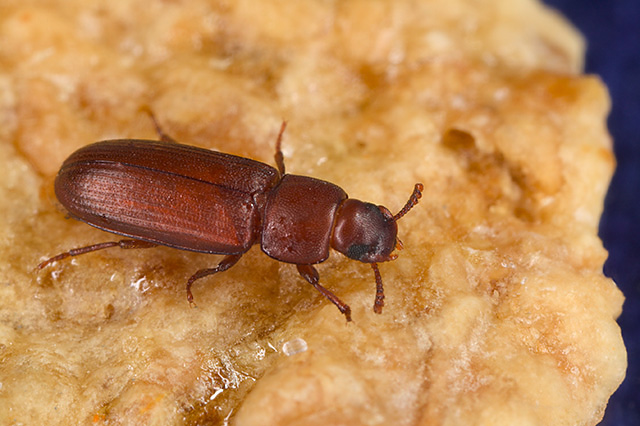
Kukorica-kislisztbogár (Tribolium castaneum) (Triboliini)
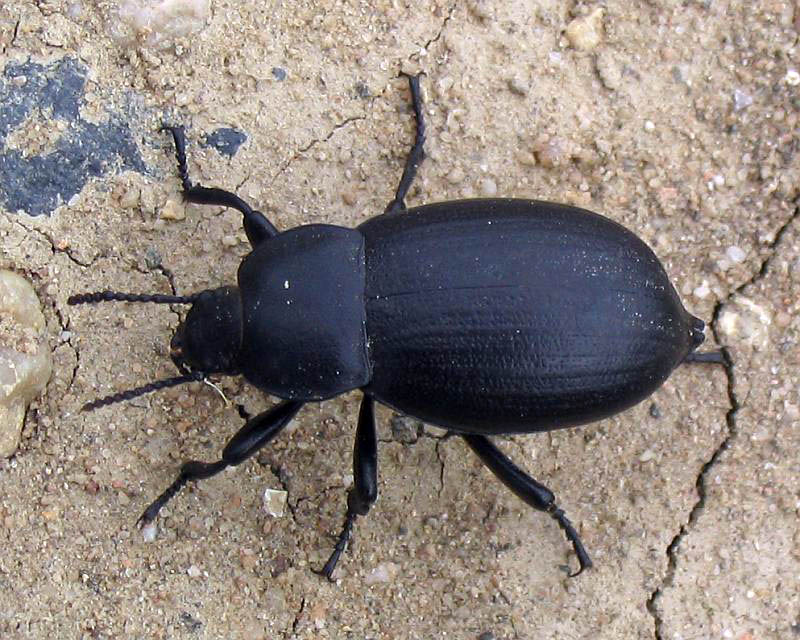
Közönséges bűzbogár (Blaps lethifera) (Blaptini)
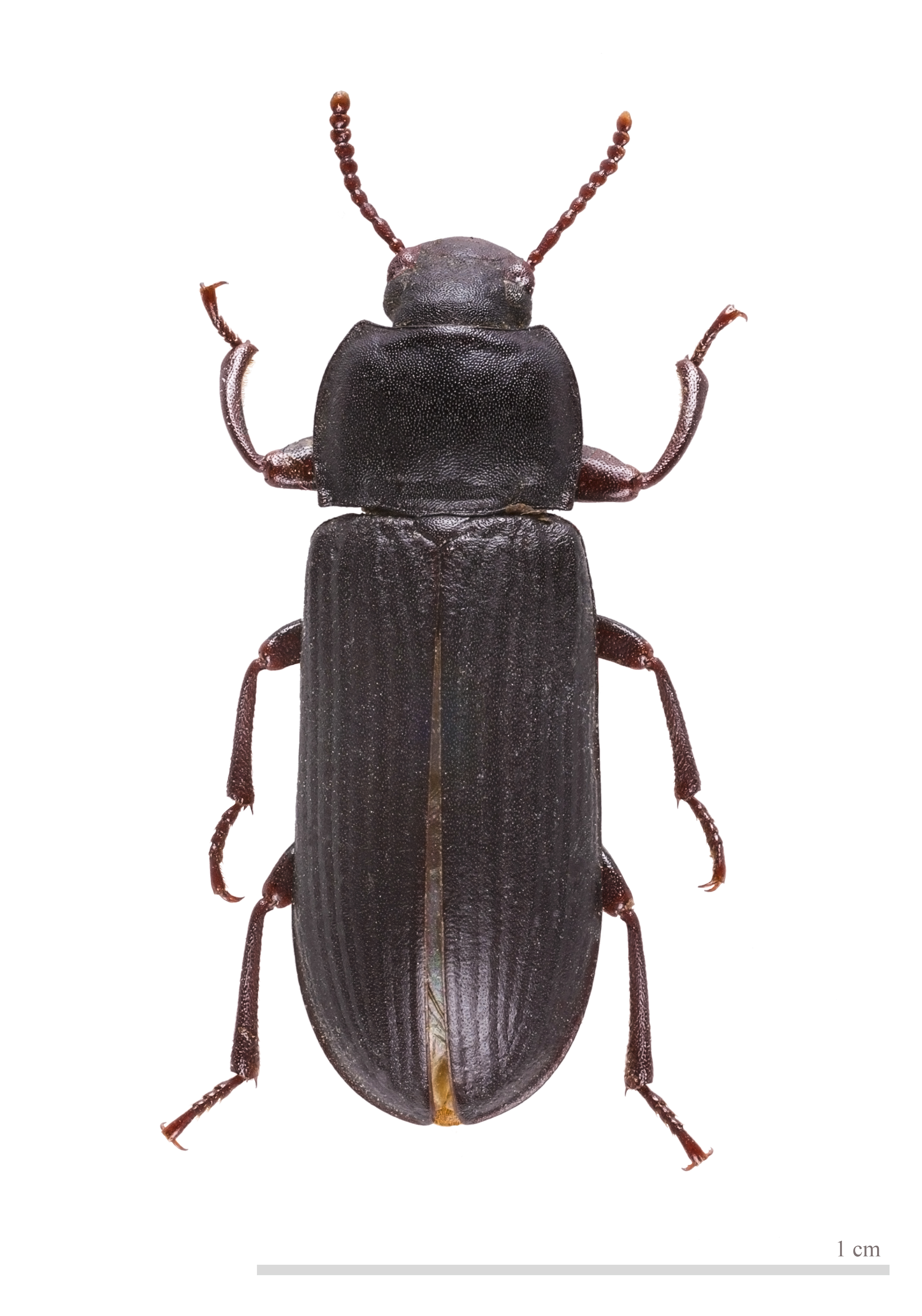
Közönséges lisztbogár (Tenebrio molitor) (Tenebrionini)

## Fordítás
- Ez a szócikk részben vagy egészben  a   Tenebrioninae című orosz Wikipédia-szócikk fordításán alapul.  Az eredeti cikk szerkesztőit annak laptörténete sorolja fel. Ez a jelzés csupán a megfogalmazás eredetét és a szerzői jogokat jelzi, nem szolgál a cikkben szereplő információk forrásmegjelöléseként.